# L'Évangile d'une grand-mère

L'Évangile d'une Grand-Mère est un roman de la comtesse de Ségur publié en 1866.

## Résumé
Une grand-mère raconte à ses treize petits enfants, âgés de 4 à 17 ans, la vie de Jésus-Christ. Elle reprend tous les épisodes relatés par les Évangélistes de la naissance du Messie à son ascension. L’ouvrage est écrit sous forme de dialogue et le récit de la grand-mère alterne avec les nombreuses questions des enfants. Ainsi l'évangile est également expliqué par la Comtesse de Ségur.